# Tecnológico de Energía e Innovación E-lernova
El Tecnológico de Energía e Innovación E-LERNOVA es una Institución de Educación Superior reconocida por el Ministerio de Educación de Colombia especializada en la formación de técnicos y tecnólogos para el sector de la industria (Oil & Gas, Energético, Minero, Ambiental, Eléctrico, Hidrocarburos, entre otros)

## Historia
E-LERNOVA, nace desde el espíritu innovador y emprendedor de Ricardo Striedinger Cepeda, líder de Ingeniería Strycon, frente a los vacíos en la educación superior actual y la brecha entre la oferta de educación superior y las necesidades de la industria, particularmente en el sector energético. Adicionalmente a la formación de nuevos Profesionales, se ha detectado que muchas empresas necesitan capacitación especializada in situ de su capital humano para mejorar el desempeño productivo. Por tal razón, E-LERNOVA busca aportar una respuesta plausible y dinámica a todas estas necesidades.
Teniendo en cuenta que en la actualidad la Educación Superior sigue concentrada en torno a las urbes grandes y medianas del país, E-lernova le apuesta a un modelo de educación en línea e-learning, sustentado en las nuevas tecnologías de la información y la comunicación, con el uso de plataformas educativas virtuales que faciliten de manera prioritaria el acceso a la educación superior y continuada para todos en cualquier región de Colombia y del mundo.

## Oferta Académica
Actualmente el Tecnólogico de Energía e Innovación E-LERNOVA ofrece los siguientes Cursos y Diplomados bajo la modalidad virtual, blended y presencial.